# Линь Тяньчжу, Иосиф
Иосиф Линь Тяньчжу (7 января 1935 — 4 марта 1994) — католический прелат, епископ Цзяи с 25 ноября 1985 года по 4 марта 1994 год.

## Биография
21 декабря 1961 года был рукоположён в священника. 
21 декабря 1985 года Римский папа Иоанн Павел II назначил Иосифа Линь Тяньчжу епископом Цзяи. 12 января 1986 года состоялось рукоположение Иосифа Линь Тяньчжу в епископа, которое совершил архиепископ Тайбэя Станислав Ло Гуан в сослужении с вспомогательным епископом архиепархии Тайбэя Иосифом Ди Ганом и персональным архиепископом Гаосюна Иосифом Чжэн Тяньсяном.
Скончался 4 марта 1994 года.